# 滨海桑蒂利亚纳
滨海桑蒂利亚纳（西班牙語：Santillana del Mar，西班牙語發音：[sãn̪tiˈʎana ðɛl ˈmaɾ]）是西班牙坎塔布里亞省的一座古老的小城，人口4022，面積28.46平方公里。古城的歷史風貌保存完好。阿爾塔米拉洞窟就在此地。
古老的傳説稱，此城名說了三個謊：第一、它不是任何宗教的神聖（Santo）地方；第二、它不處於平地（llana）；第三、它不靠海（Mar）。其實它的名字Santillana來自Santa Juliana（或寫作Santa Illana），而且也算地處一個沿海省份之中。

## 友好城市
- 法國 勒多拉